# The Continuing Story of Bungalow Bill
«The Continuing Story of Bungalow Bill»  (en español: «La continua Historia de Bungalow Bill») es una canción de The Beatles perteneciente al álbum The Beatles (más conocido como el Álbum Blanco), fue compuesta principalmente por John Lennon, aunque aparezca acreditada como Lennon/McCartney. 
El título de la canción es un juego de palabras que mezcla a Buffalo Bill con bungalow.
En esta pieza se escucha la participación de Yoko Ono, cada vez más presente en las composiciones de Lennon. En la canción se cuenta la vida de Buffalo Bill con ciertas modificaciones, ridiculizando su actitud frente a su empleo.

## Grabación
La canción fue grabada en los estudios de Abbey Road el 8 de octubre de 1968 y se terminó incluyendo todos los doblajes en esta sesión.
Esta es la única ocasión en una canción de The Beatles que una mujer canta voz principal, cuando Yoko Ono canta "Not when he looks so fierce" ("No cuando se ve tan feroz"), aunque la voz de Yoko Ono también se puede escuchar diciendo "You become naked" ("Te conviertes desnudo") en la canción Revolution 9 del mismo álbum.

## Personal
- John Lennon - voz principal, guitarra acústica (Martin D-28), órgano (Hammond RT-3), Mellotron (Mark III).
- Paul McCartney - bajo eléctrico (Rickenbacker 4001s), voces.
- George Harrison - acompañamiento vocal, guitarra acústica (Gibson J-200).
- Ringo Starr - batería (Ludwig Super Classic), pandereta, Voces.
- Chris Thomas - Mellotron
- Yoko Ono - breve acompañamiento principal, Voces.
- Maureen Starkey - vocal de respaldo

Personal por Ian MacDonald.